# Marcel Ecker
Marcel Ecker (* 30. September 2002 in Salzburg) ist ein österreichischer Fußballtorwart.

## Karriere
Ecker begann seine Karriere beim FC Stadlau. Im Februar 2012 wechselte er in die Jugend des FK Austria Wien, bei dem er ab der Saison 2016/17 auch sämtliche Altersstufen in der Akademie durchlief. Zur Saison 2020/21 rückte er in den Kader der Zweitmannschaft der Wiener, für die er aber nicht zum Einsatz kam. Zur Saison 2021/22 wurde er an die drittklassigen Amateure des FC Admira Wacker Mödling verliehen. Für Admira II absolvierte er insgesamt acht Partien in der Regionalliga.
Zur Saison 2022/23 wurde der Tormann an den Zweitligisten First Vienna FC weiterverliehen. Sein Debüt in der 2. Liga gab er im Oktober 2022, als er am 14. Spieltag jener Saison gegen den SK Vorwärts Steyr in der Startelf stand. Nach vier Profieinsätzen wurde er im April 2023 fest verpflichtet und erhielt einen Vertrag bis 2025. Insgesamt absolvierte er sechs Zweitligapartien für die Vienna.
Zur Saison 2025/26 wechselte Ecker leihweise zum Regionalligisten Union Mauer.